# سی‌هورس استاندارد

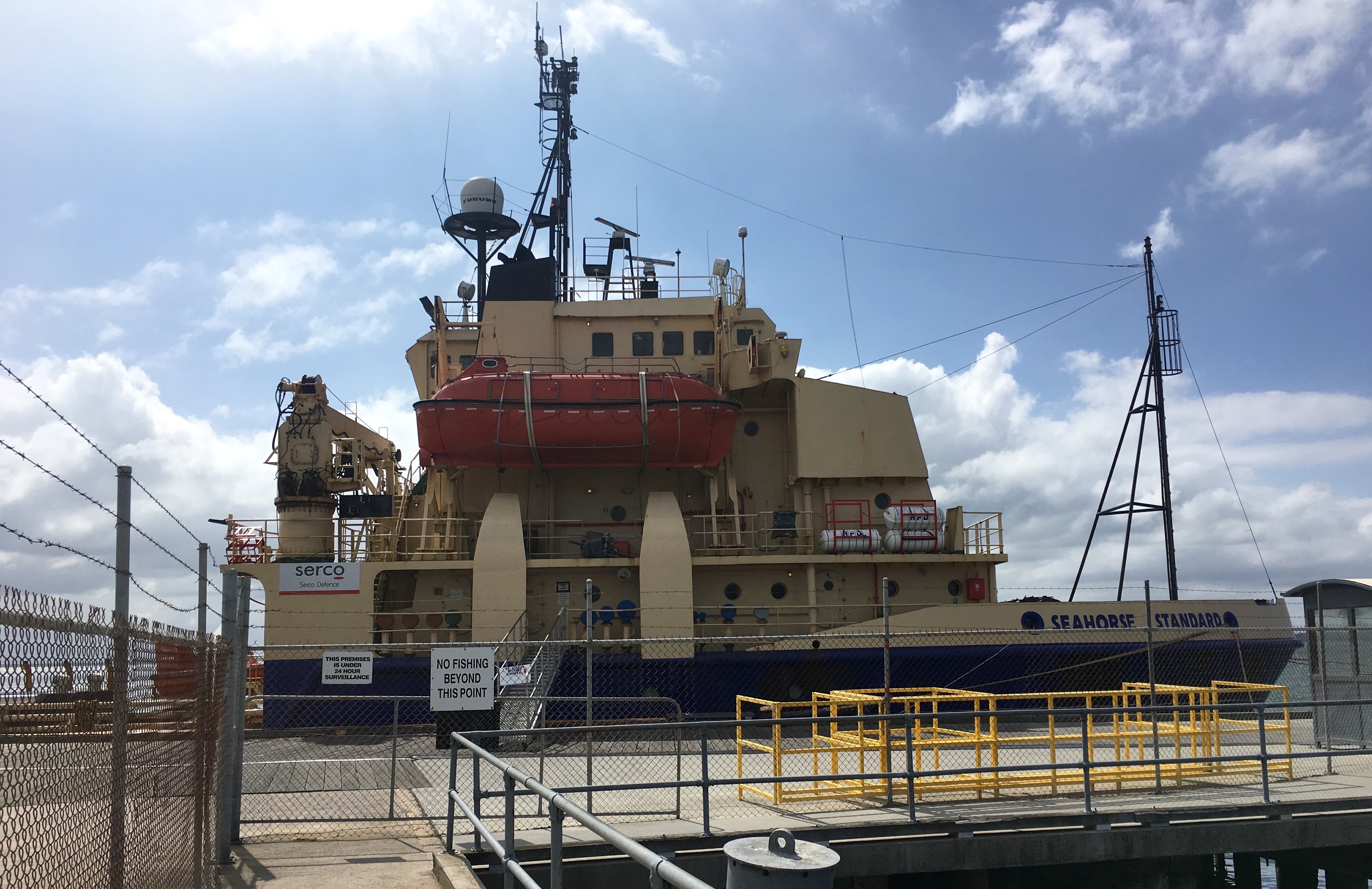
سی هورس استاندارد که در مارس 2017 در استونی پوینت، ویکتوریا پهلو گرفت.

سی‌هورس استاندارد (به انگلیسی: Seahorse Standard) یک کشتی است که طول آن ۷۲ متر (۲۳۶ فوت) می‌باشد. این کشتی در سال ۱۹۸۱ ساخته شد.